# Argyroeides gyas
Argyroeides gyas är en fjärilsart som beskrevs av Druce 1896. Argyroeides gyas ingår i släktet Argyroeides och familjen björnspinnare. Inga underarter finns listade i Catalogue of Life.